# 山添三千代
山添 三千代（やまぞえ みちよ、1963年〈昭和38年〉11月16日 - ）は、日本の元女優、元子役。

## 来歴
実家は焼肉店。きょうだいは妹と弟がいる。子役時代は劇団若草に所属していた。明治大学付属中野高等学校卒業。高校時代に女優業を一旦引退して競艇選手を目指すが選手資格取得に至らず、1983年に六月劇場に所属して女優に復帰、1984年に映画監督の市川崑に呼び戻される形で、市川崑監督作品『おはん』（東宝）にて香川 三千（かがわ みち）の芸名でカムバックした。香川三千の芸名も市川が名付けた。現在は引退しているが、2016年8月24日発売のCD「少年探偵団 MUSIC COLLECTION」（日本コロムビア）ブックレット用の座談会に黒沢浩（BD7団長 小林芳雄役）、団時朗（怪人二十面相役）、鈴木清（プロデューサー）とともに出席した。
2020年から映像コンテンツ権利処理機構に連絡のとれない権利者として掲載されている。

## 出演作品

### 映画
- 誰のために愛するか（1971年、東宝） - 宮井朋子（少女期）
- 父ちゃんのポーが聞える（1971年、東宝） - みどり
- 呪いの館 血を吸う眼（1971年、東宝） - 柏木秋子（少女期）
- 激動の昭和史 沖縄決戦（1971年、東宝） - 壕の中の少女
- 紙芝居昭和史 黄金バットがやって来る（1972年、東宝） - めぐみ（少女期）
- 忍ぶ糸（1973年、東宝） - 亜木子（少女期）
- 聖職の碑（1978年、東宝）
- 太陽を盗んだ男（1979年、キティ・フィルム） - 沢村三枝子
- おはん（1984年、東宝） - お仙
- 愛・旅立ち（1985年、東宝） - 岩本晴美

### テレビドラマ
- 特別機動捜査隊 第460話「砂の墓」（1970年、NET）
- 東芝日曜劇場（TBS）
  - 第746話「紬の里」（1971年）
  - 第774・775話「亜紀子 前・後編」（1971年）
  - 第1476話「赤い夕日」（1985年）
- お待ちどおさま（1971年、NET） - 本木史子
- 新・平家物語（1972年、NHK） - 平徳子（少女期）
- パパと呼ばないで 第29話「赤ちゃん生んじゃう!」（1973年、NTV・ユニオン映画） - マサ子
- 少年ドラマシリーズ（NHK)
  - 二十四の瞳（1974年） - 香川マスノ（小学校低学年期）
  - 二十四の瞳 第二部（1976年） - 香川マスノ（小学校高学年期)
- 日本沈没 第21話「火柱に散る、伊豆大島」（1975年、TBS・東宝映像） - 島本タエ子
- 少年探偵団 (BD7) （1975年 - 1976年、NTV・日本現代企画） - BD7団員 マジョ（※第3，4話を除く）
- フルーツケンちゃん（1976年 - 1977年、TBS・国際放映） - まゆみ
- 新五捕物帳 第11話「心に結ぶ草の露」（1977年、NTV・ユニオン映画） - おみつ
- 宴のあとー自称・小川真由美の調書（1978年10月29日、NHK） - 中沢マリ子
- ドラマ人間模様『ぼくは12歳』（1979年、NHK）[2]
- 俺はあばれはっちゃく 第42話「呪われた桜間家㊙作戦」（1979年、ANB・国際放映） - 朝田カオリ
- 大捜査線 （1980年、CX・ユニオン映画）
  - 第10話「誘拐」
  - 第30話「ひとつの愛が死んで……」
- あゝ野麦峠（1980年、TBS） - 野木キク
- 大捜査線シリーズ追跡 （1980年、CX・ユニオン映画）
  - 第10話「悪魔のような女」
- 土曜ワイド劇場（ANB）
  - 恐怖の人喰い鱶 鱶女（1980年） - 静香の妹
  - 千草検事シリーズ 青いカラス連続殺人（1986年）
- ピーマン白書（1980年、CX・テレビマンユニオン） - 神幸子
- 花王 愛の劇場（TBS）
  - しづの生涯（1981年、TBS） - 容子
  - トラックかあちゃん（1983年）
- 連続テレビ小説（NHK）
  - 澪つくし（1985年） - 瀬田みずえ
- スーパーポリス 第11話「罠 それはキッスで始まった!」（1985年、TBS）
- 水曜ドラマスペシャル（TBS）
  - 単身家族 最後に愛を見たのは 第2・3話（1985年）
  - 水曜日の恋人たち 第2作（1985年）
- 私鉄沿線97分署 第47話「イッキ、イッキで大脱線!?」（1985年、ANB・国際放映）
- 誇りの報酬 第10話「さらば、田舎刑事!」（1985年、NTV・東宝） - ひでみ
- HOTEL 第1話「スイートルームの客が」（1990年、TBS）